# Lijst van gebeurtenissen tijdens de Tweede Wereldoorlog: Verre Oosten
Dit is een chronologische lijst van gebeurtenissen in het Verre Oosten voor, tijdens en vlak na de Tweede Wereldoorlog.
Opmerking: Bij het opzoeken van gebeurtenissen volgens datum gebeurt het soms dat de verschillende officiële bronnen elkaar tegenspreken over de datum. Nagenoeg steeds zijn deze verschillen zeer klein, meestal één dag verschil. De oorzaak hiervoor is te vinden in het feit dat bepaalde militaire acties tijdens de nacht starten en nog doorlopen in de vroege uren van de volgende dag. Ook gebeurt het dat een auteur de situatie beschrijft wanneer de actie volledig afgelopen is, met andere woorden de dag na de overgave, de dag na de vredesonderhandeling, enz. Ook merken we op dat het einde van een militair offensief of campagne niet steeds ondubbelzinnig te bepalen is. De bepaling van de datum is afhankelijk van de referentie die door de auteur werd gebruikt. Er is getracht in deze lijst zo veel mogelijk de exacte referentie van de datum aan te duiden via een omschrijving van wat er gebeurd is of bedoeld werd.

## 1939
10 februari 
- Het eiland Hainan wordt door de Japanners bezet.

26 juli
- De Verenigde Staten zeggen het in 1911 met Japan gesloten handelsverdrag op.

4 september
- Japan verklaart zich neutraal in Pools-Duitse conflict en meldt dat zijn oorlog tegen China sinds 1937 een intern probleem is.

## 1940
8 april
- In Washington wordt bekendgemaakt dat de Verenigde Staten, Nederlands Indië zullen beschermen indien Nederland in de oorlog betrokken zou raken.

22 september
- Frans-Japans akkoord waarbij de landing van Japanse troepen in Indo-China wordt geregeld.

26 september
- Ontscheping van Japanse troepen in Tonkin.

13 november
- In Batavia ondertekenen de oliemaatschappijen Shell en Standard Oil een overeenkomst met het Japanse bedrijf Mitsui. Japan zal jaarlijks 1.8 miljoen ton olie ontvangen.

29 november
- De trein waarmee Japanse en Chinese functionarissen naar Nanjing reizen voor de ondertekening van het vredesverdrag met de marionettenregering van Wang Tsjing-Wei, wordt opgeblazen door guerrillastrijders.

30 november
- Japan erkent het bewind van generaal Wang Tsjing-Wei in Nanjing.

## 1941
13 april
- Neutraliteitsovereenkomst wordt getekend tussen de USSR en Japan

22 juli
- In Nederlands-Indië wordt de dienstplicht ingevoerd.

26 juli
- Landing van Japanse troepen in Indo-China.
- President Roosevelt kondigt een olie-embargo tegen Japan af.

29 juli
- Frans-Japans akkoord inzake de gemeenschappelijke verdediging van Indo-China.

5 augustus
- De Britten sturen versterkingen naar Singapore.

11 augustus
- Algemene mobilisatie in Japan.

6 oktober
- In Australië vormt Labourleider John Curtin een nieuw Labourkabinet en wordt zelf premier.

8 oktober
- In China komen Chinese troepen aan bij Yuezhou en beëindigen zo de Tweede Slag om Changsa.

13 oktober
- De legercommandant van het Indische leger, luitenant-generaal Gerardus Johannes Berenschot komt bij een vliegtuigongeluk om het leven. Hij wordt opgevolgd door generaal-majoor Hein ter Poorten.

16 oktober
- De Japanse premier Prins Fumimaro Konoye treedt af.

18 oktober
- Generaal Hideki Tojo, Japanse minister van oorlog wordt benoemd als nieuwe premier. Hiermee wordt de kans op oorlog aanzienlijk vergroot.

25 oktober
- Het Britse slagschip HMS "Prince of Wales" vertrekt uit Engeland met bestemming Singapore om daar het vlaggenschip te worden van de nieuwe Britse vloot in het Verre Oosten.

6 december
- President Roosevelt doet een beroep op keizer Hirohito van Japan om de vrede te bewaren.

7 december
- Aanval op de Amerikaanse marinebasis Pearl Harbor door Japanse vliegtuigen.
- Ontscheping van Japanse troepen in Thailand en het noordoosten van Malakka.
- Japan verklaart de Verenigde Staten, Groot-Brittannië, Australië en Canada de oorlog.

8 december
- Oorlogsverklaring Verenigde Staten aan Japan.
- Nederland beschouwt zich in staat van oorlog met Japan.

9 december
- Vrij Frankrijk verklaart Japan de oorlog.

10 december
- Het Britse slagschip Prince of Wales en de slagkruiser Repulse worden door Japanners voor de kust van Maleisië tot zinken gebracht.
- Japanse strijdkrachten landen op de westkust van Malakka.
- De Japanse troepen landen op Luzon (Filipijnen).
- Japan verovert Bangkok.

12 december
- De Nederlandse onderzeeboot O 16 brengt in de Baai van Sungai Petani 4 Japanse troepentransportschepen tot zinken.
- De Nederlandse onderzeeboot K XII brengt voor de kust van Malakka een Japans vrachtschip tot zinken.

13 december
- De Japanners bezetten de Amerikaanse basis bij Guam.
- De Nederlandse onderzeeboot K XII brengt bij Kota Bharu een Japanse tanker tot zinken.

15 december
- De Nederlandse onderzeeboot O 16 loopt op een Britse zeemijn in de Golf van Siam en zinkt. 41 van de 42 opvarenden komen om het leven.

17 december
- Japanse troepenontscheping op Borneo.

18 december
- De geallieerden bezetten Timor.

19 december
- Japanse troepen bezetten Penang.
- De Nederlandse onderzeeboot O 20 wordt, op weg naar de Golf van Siam, door Japanse torpedobootjagers tot zinken gebracht.
- Japanse troepen vallen Hongkong binnen.

23 december
- Japan verovert het eiland Wake.

24 december
- De Vrije Fransen bezetten de eilandengroep Saint-Pierre en Miquelon.

25 december
- Hong Kong capituleert.

28 december
- Japanse landing op Sumatra.

## 1942
2 januari
- Japanse troepen bezetten Manilla.
- De Amerikaanse troepen trekken zich terug tot het eiland Bataan.

3 januari
- De Britse veldmaarschalk Archibald Wavell benoemd tot opperbevelhebber van de geallieerde strijdkrachten in de Stille Oceaan.

11 januari
- Japanse troepen veroveren Kuala Lumpur.

12 januari
- Japanse troepen rukken Birma binnen.

13 januari
- Japanse troepen veroveren Tarakan op Borneo.

22 januari
- Japanse landing in de Bismarckarchipel.

25 januari
- Japanse troepenontscheping op de Salomonseilanden en Nieuw-Guinea.

31 januari
- Het schiereiland Malakka wordt door de Japanners bezet.
- Begin van de belegering van Singapore.

3 februari
- De Japanners bombarderen steden op Java.
- Japanse luchtaanval op Port Moresby.

4 februari
- Japan eist onvoorwaardelijke overgave van Singapore.

9 februari
- Japanse troepen vallen Singapore (bij Malakka) en Makassar (op Celebes) aan.
- Japan verovert Martaban in Birma.

15 februari
- Capitulatie van Singapore. Aan geallieerde zijde vallen negenduizend doden en worden honderddertigduizend man gevangengenomen.

16 februari
- Japanse troepen bezetten Palembang en Djambi.

17 februari
- De Nederlandse torpedobootjager Hr. Ms. Van Nes wordt door Japanse bommenwerpers ten zuiden van Banka tot zinken gebracht.

18 februari
- De Nederlandse onderzeeboot Hr.Ms. K VII (1922) wordt door een Japanse bom tot zinken gebracht op het Marine Etablissement van Soerabaja.

19 februari
- Japanse troepen landen op Bali.
- Japans bombardement op Darwin.

20 februari
- Japanse troepen landen op Portugees-Timor.

22 februari
- Douglas MacArthur wordt aangesteld als opperbevelhebber van de geallieerde troepen in Australië.

25 februari
- Wavell legt zijn functie als opperbevelhebber van American-British-Dutch-Australian Command (ABDACOM) neer, en draagt zijn verantwoordelijkheden over aan plaatselijke bevelhebbers.

27 februari
- Slag in de Javazee. Het geallieerde eskader onder de Nederlandse Schout-bij-Nacht Karel Doorman wordt verslagen door de Japanners. De Nederlandse kruisers De Ruyter en Java en de Nederlandse torpedobootjager Hr.Ms. Kortenaer (1928) en de Britse torpedobootjagers HMS Jupiter (F85) en HMS Electra gaan verloren. ABDACOM houdt hiermee de facto op te bestaan.

28 februari
- Begin van de Japanse landingen op Java.

5 maart
- Japanse troepen trekken Batavia binnen.

8 maart
- Capitulatie van het Koninklijk Nederlands-Indische Leger (KNIL).

9 maart
- De Japanners bezetten Bandung. Hiermee hebben ze heel Java in handen gekregen.

5 april
- De Japanse luchtmacht bombardeert Ceylon.

7 april
- De geallieerde troepen op Sumatra geven zich over.

9 april
- Capitulatie Amerikaanse troepen op Bataan.

18 april
- Amerikaanse bombardementen op Tokyo, Yokohama, Nagoya en Kobe.

20 april
- Japan rukt ver op in Birma

6 mei
- Begin van de lucht- en zeeslag in de Koraalzee.
- De Amerikanen capituleren op de Filipijnen.

9 mei
- Einde van de lucht- en Zeeslag in de Koraalzee. Japan heeft zware verliezen geleden.

15 mei
- De Britten worden in Birma teruggedrongen tot de grens met India.

4 juni
- Begin van de Slag om Midway

3 juli
- Japanse troepenontscheping op Guadalcanal

7 augustus
- Amerikaanse mariniers landen op Guadalcanal.

8 augustus
- Zeeslag bij het eiland Savo, nabij Guadalcanal.

23 augustus
- Zeeslag bij de Oostelijke Salomonseilanden.

9 september
- In Oregon vinden de eerste en enige Japanse bombardementen op het vasteland plaats.

15 september
- De Japanse onderzeeboot I-19 vernietigt het vliegdekschip USS Wasp (CV-7) en beschadigt het slagschip USS North Carolina (BB-55)

23 september
- De Amerikanen besluiten over te gaan tot het ontwikkelen van een atoombom.

- De Britten gaan in Birma over tot de aanval.

27 september
28 september
- Richard Sorge, spion van Die Rote Kapelle, wordt in Tokyo ter dood veroordeeld.

11 oktober
- Lucht- en zeeslag bij Kaap De Hoop op Guadalcanal.

16 oktober
- De Amerikanen veroveren de Nieuwe Hebriden en de Fiji-eilanden.

23 oktober
- Een Japanse aanval op Amerikaanse stellingen loopt uit op een groot verlies voor de Japanners.

26 oktober
- Zeeslag bij de Santa Cruzeilanden.

11 november
- Zeeslag in de Indische Oceaan tussen de Ondina en de Bengal en de Hokoku Maru en de Aikoku Maru

26 november
- Nieuwe lucht- en zeeslag bij de Salomonseilanden.

## 1943
9 februari
- De Japanners ontruimen Guadalcanal.

11 mei
- Amerikaanse landing op Attu bij de Aleoeten – begin van Slag om Attu

30 mei
- Japanners op Attu capituleren.

29 juni
- Amerikaanse landing op het Australische deel van Nieuw-Guinea.

28 augustus
- De geallieerden bevrijden de New Georgia-eilanden, deel van de Salomonseilanden.

13 september
- Chiang Kai-shek gekozen tot president van de Chinese Republiek.

15 oktober
- Proclamatie van de onafhankelijkheid van de Filipijnen in Manilla. Het land sluit zich aan bij Japan.

1 november
- Amerikaanse landing op Bougainville (Salomonseilanden).

20 november
- Amerikaanse landing op de Gilberteilanden.

24 november
- Nabij Makin brengt een Japanse onderzeeboot het Amerikaanse escortevliegdekschip USS Liscome Bay (CVE-56) tot zinken.

27 november
- Japanners trekken zich terug van de Gilberteilanden.

16 december
- Amerikaanse landing op Nieuw-Brittannië.

## 1944
31 januari
- Amerikaanse troepen landen op de Marshalleilanden.

7 februari
- De Amerikanen veroveren Kwajalein en de atol Majuro.

23 februari
- De Amerikanen bezetten het eiland Enewetak.

17 april
- Japan start met aanvallen op Amerikaanse luchtmachtbases in Oost-China.

27 mei
- Amerikaanse landing op Nederlands-Nieuw-Guinea.

15 juni
- De Amerikanen landen op de Marianen, vanwaar B-29 Superfortress bommenwerpers zullen opstijgen die Tokyo bombarderen.

8 juli
- Japan trekt zich terug uit Imphal.

18 juli
- De Japanse premier Hideki Tojo treedt af vanwege de verslechterde militaire situatie. Hij wordt opgevolgd door Kuniaki Koiso.

21 juli
- Amerikaanse landing op Guam.

9 augustus
- Amerikaanse landing op Timor.

15 september
- De Amerikanen landen op de Paula-eilanden en de Molukken.

20 oktober
- De Amerikanen landen op het eiland Leyte (Filipijnen).

23 oktober
- Begin van de grootste zeeslag ooit, de Slag in de Golf van Leyte.

26 oktober
- Einde van de zeeslag in de Golf van Leyte.

26 november
- De Amerikaanse luchtmacht bombardeert Tokyo.

29 november
- Tweede bombardement op Tokyo.

30 november
- Derde bombardement op Tokyo.

1 december
- De geallieerden vorderen snel in Birma.

26 december
- Het eiland Leyte is in zijn geheel bevrijd.

## 1945
17 februari
- Amerikaanse troepen landen op Corregidor aan de Manillabaai, Filipijnen.

19 februari
- Amerikaanse mariniers landen op Iwo Jima.

24 februari
- De Amerikanen veroveren Manilla.

9 maart
- Japanse zege op de Franse troepen in Indo-China.

20 maart
- De Britten veroveren Mandalay in Birma.

26 maart
- Algehele Amerikaanse bezetting van Iwo Jima.

1 april
- Het 10e Amerikaanse leger onder luitenant-generaal Buckner landt op Okinawa.

5 april
- De Sovjet-Unie zegt het neutraliteitsverdrag met Japan op.

3 mei
- Het Britse leger trekt Rangoon binnen.

4 mei
- De Britten hebben heel Birma veroverd.

8 mei
- Einde van de Tweede Wereldoorlog in Europa.

10 juni
- Ontscheping van Amerikaanse en Australische troepen op Borneo.

21 juni
- Okinawa is door de Amerikanen in zijn geheel veroverd.

28 juni
- Het eiland Luzon wordt bevrijd.

5 juli
- Generaal Douglas MacArthur meldt dat de Filipijnen zijn bevrijd.

16 juli
- Eerste atoomproef in de woestijn van Nieuw-Mexico.

26 juli
- Brits-Amerikaans ultimatum aan Japan, waarin de onvoorwaardelijke overgave geëist wordt, onder bedreiging van een totale vernietiging.

6 augustus
- Amerikaanse bommenwerper Enola Gay werpt een atoombom Little Boy op de Japanse stad Hiroshima.

8 augustus
- Sovjet-Unie verklaart Japan de oorlog en rukt Mantsjoerije binnen.

9 augustus
- De Amerikaanse bommenwerper Bockscar werpt een tweede atoombom Fat Man op de Japanse stad Nagasaki.

14 augustus
- Japan aanvaardt de onvoorwaardelijke overgave. Einde van de Tweede Wereldoorlog.

17 augustus
- De Republiek Indonesië wordt geproclameerd.

22 augustus
- Japanse troepen in Mantsjoerije geven zich over.

27 augustus
- Japanse troepen in Rangoon geven zich over.

30 augustus
- Hongkong wordt bevrijd.

2 september
- Japan tekent zijn capitulatie aan boord van het Amerikaanse slagschip USS Missouri: einde van de Tweede Wereldoorlog.

5 september
- Officiële bevrijding van Singapore.

16 september
- Japans garnizoen in Hongkong tekent de definitieve capitulatie.

22 september
- De Britten bevrijden ca. 1 400 Fransen in jappenkampen nabij Saigon.

## 1946
3 mei
- Begin van proces van Tokio ter berechting van Japanse oorlogsmisdadigers en duurde tot 12 november 1948.